# Renswoude
Renswoude  è una municipalità dei Paesi Bassi di 5 136 abitanti situata nella provincia di Utrecht.

## Monumenti e luoghi d'interesse

### Architetture civili
- Castello di Renswoude (Kasteel Renswoude; XVII secolo)[1][2][3]